# Lucas Nord
Lucas Hans Göran Nordqvist (Estocolmo, 30 de junho de 1992), mais conhecido pelo nome artístico Lucas Nord ou Hans Göran, é um músico, compositor, produtor e DJ sueco. É conhecido pelo single "Run on Love", que contém a participação da conterrânea Tove Lo, que debutou na primeira posição na tabela americana Dance Club Songs e atingiu a vigésima terceira posição na Dance/Electronic Songs, ambas da Billboard. Em 2018, foi ganhador do Spellemannprisen, considerado o Grammy Award da Noruega por sua produção na música "Mer av deg" na categoria Gravação do Ano de Urban. Em agosto de 2020 Nord anunciou a criação do supergrupo Moodshift com ajuda de seus amigos Rasmus Flyckt e Oliver Nelson. Em junho de 2021 anunciou seu novo projeto solo de eletrônica, Hans Göran.

## Biografia
Lucas Nord nasceu na cidade de Estocolmo, capital da Suécia, em 30 de junho de 1992. É neto de Putte Wickman, clarinetista de jazz. Ele começou na música como baterista e chegou a integrar uma banda de indie pop e rock, e na sua adolescência frequentou a escola de música Rytmus, onde seus amigos tocavam house music. No mesmo período, chegou a praticar hóquei no gelo como goleiro, porém, depois de uma troca de treinador, ele deixou o esporte para se dedicar a música.

## Carreira

### 2006-09: Primeiros anos
Depois de fazer trabalhar em alguns remixes, Nord lançou o single "Let Us Stay Young" com participação de Urban Cone em 25 de janeiro de 2012 pela gravadora Hybris. A canção chegou a entrar na trilha sonora do filme britânico The Rise dirigido por Rowan Athale lançado em 2012.
Seu segundo single, "Close to You" com participação de And Then, também conhecida como Charlee Nyman, foi lançado em 4 de junho de 2012. Seu respectivo vídeo musical foi lançado em 7 de junho de 2012 e teve direção de Mats Udd. Em 12 de dezembro de 2012, Nord lança o single "Time for Us".

### 2013:Islands
"Run on Love" foi lançada em 5 de junho de 2013 com participação de Tove Lo. No entanto, a canção ganhou notoriedade em 2015, quando atingiu a primeira posição na Dance Club Songs e a vigésima terceira na Dance/Electronic Songs, ambas publicadas pela Billboard. Michael Cragg do The Guardian considera os vocais da música um dos melhores desde "Titanium", de David Guetta com participação de Sia. A música também entrou no álbum de estreia de Lo, Queen of the Clouds, numa versão remix produzida especialmente para o disco.
Em 15 de outubro de 2013 é lançado seu primeiro álbum de estúdio, intitulado Islands. Segundo Nord, o álbum não estava em seus planos iniciais, porém ele percebeu que havia várias músicas que se conectavam e eram "singles óbvios". Ele complementou dizendo que o álbum foi feito muito facilmente, porém o processo de criação para aquelas músicas havia demorado bastante, e que ele esperava ter uma recepção positiva de seus ouvintes.

### 2014-presente:After YoueCompany
Depois de um bloqueio no processo criativo, Nord mudou-se para Londres, ficando seis meses por lá e lançou a canção "Wasting Time" em 3 de novembro de 2014 pela HK Records, uma subsidiária da Ministry of Sound. Seu primeiro EP, After You contendo sete músicas foi lançado em 18 de maio de 2015 pela Cosmos Music, mudando seu gênero para o R&B. O EP foi totalmente produzido por Nord, incluindo remixes, letras, vocal e produção. Além de "Wasting Time", a canção "Voices" foi lançada como single, em 17 de abril de 2015 e conta com co-composição de Captain Cuts.
"Faking" foi lançado como single carro-chefe de seu mini-álbum intitulado Company, que foi lançado em 22 de abril de 2016. Com este novo trabalho, Nord quer se manter mais íntimo, contando com participações apenas de seus amigos próximos, como Rasmus Flyckt (do Urban Cone), Melo e Emil Gustafsson. Foram lançados ainda mais dois singles do álbum: "Don't Need Your Love" e "Do About It", com participação de Naomi Pilgrim. "Mess It Up" e "This Morning" foram lançados posteriormente pela gravadora NorthNoir.
"Nervous" foi lançado como single em 1 de setembro de 2017 pela gravadora Bisous.

## Discografia

### Álbuns de estúdio
- Islands (2013)

### Extended plays

#### Como Lucas Nord
- After You (2015)
- Company (2016)
- Ego (2018)
- Boy Restless (2020)[21]

#### Como Hans Göran
- A Summer with Hans Göran (2021)

### Singles

#### Como artista principal
| Título                                                                                          | Ano  | Melhores posições | Melhores posições | Álbum                |
| Título                                                                                          | Ano  | US Dance Club     | US Dance          | Álbum                |
| ----------------------------------------------------------------------------------------------- | ---- | ----------------- | ----------------- | -------------------- |
| "Let Us Stay Young" (com participação de Urban Cone)                                            | 2012 | —                 | —                 | Islands              |
| "Close to You" (com participação de And Then)                                                   | 2012 | —                 | —                 | Não incluso em álbum |
| "Time for Us"                                                                                   | 2012 | —                 | —                 | Não incluso em álbum |
| "Embrace Me Part II" (com participação de Urban Cone)                                           | 2013 | —                 | —                 | Islands              |
| "Run on Love" (com participação de Tove Lo)                                                     | 2013 | 1                 | 23                | Islands              |
| "Wasting Time"                                                                                  | 2014 | —                 | —                 | After You            |
| "Voices"                                                                                        | 2014 | —                 | —                 | After You            |
| "Faking"                                                                                        | 2015 | —                 | —                 | Company              |
| "Don't Need Your Love"                                                                          | 2016 | —                 | —                 | Company              |
| "Do About It" (com participação de Naomi Pilgrim)                                               | 2016 | —                 | —                 | Company              |
| "Mess It Up"                                                                                    | 2017 | —                 | —                 | Não incluso em álbum |
| "This Morning"                                                                                  | 2017 | —                 | —                 | Não incluso em álbum |
| "Nervous"                                                                                       | 2017 | —                 | —                 | Não incluso em álbum |
| "Care Enough"                                                                                   | 2018 | —                 | —                 | Ego                  |
| "I'm with You" (com Nause)                                                                      | 2018 | —                 | —                 | Não incluso em álbum |
| "No One Even Knows My Name" (com participação de Husky)                                         | 2020 | —                 | —                 | Boy Restless EP      |
| "(Can't Be Myself) Without You" (com participação de Melo)                                      | 2020 | —                 | —                 | Boy Restless EP      |
| "—" denota gravações que não entraram nas tabelas musicais ou não foram lançados no território. |      |                   |                   |                      |

#### Como Touché
| Título   | Ano  | Álbum                |
| -------- | ---- | -------------------- |
| "Touché" | 2016 | Não incluso em álbum |

#### Como Moodshift
| Título                                        | Ano  | Álbum                |
| --------------------------------------------- | ---- | -------------------- |
| "Chemistry"                                   | 2020 | Não incluso em álbum |
| "What About My Love"                          | 2020 | Não incluso em álbum |
| "Touch"                                       | 2021 | Não incluso em álbum |
| "Heartless"                                   | 2021 | Não incluso em álbum |
| "Hit It" (com participação de Johnny Sibilly) | 2021 | Não incluso em álbum |
| "Dang"                                        | 2021 | Não incluso em álbum |

#### Como artista convidado
| Título                                                                     | Ano  | Álbum                |
| -------------------------------------------------------------------------- | ---- | -------------------- |
| "Embrace Me" (John Dahlbäck com participação de Urban Cone & Lucas Nord)   | 2012 | Não incluso em álbum |
| "Jakarta" (Rasmus Faber com participação de John Carr & Lucas Nord)        | 2013 | Não incluso em álbum |
| "We Were Gods" (John Dahlbäck com participação de Urban Cone & Lucas Nord) | 2013 | Não incluso em álbum |
| "Missing You" (Norde com participação de Lucas Nord)                       | 2016 | Não incluso em álbum |

### Outras aparições
| Título                                                    | Ano  | Álbum                |
| --------------------------------------------------------- | ---- | -------------------- |
| "Struck by You" (Tontario com participação de Lucas Nord) | 2015 | Não incluso em álbum |
| "Rewind" (Tontario X Lucas Nord)                          | 2016 | Não incluso em álbum |

### Como compositor e produtor
| Canção                            | Ano  | Artista       | Álbum                | Detalhe                    |
| --------------------------------- | ---- | ------------- | -------------------- | -------------------------- |
| "Aspirin"                         | 2017 | Phoebe Ryan   | James - EP           | Composição                 |
| "So Rude"                         | 2018 | Orkid         | Não incluso em álbum | Composição, produção       |
| "Obvious"                         | 2018 | Orkid         | Não incluso em álbum | Composição, produção       |
| "Boy Tears"                       | 2018 | Molly Hammar  | Sex - EP             | Composição, produção       |
| "Blossom"                         | 2018 | Molly Hammar  | Sex - EP             | Composição, produção       |
| "Drive"                           | 2018 | Molly Hammar  | Sex - EP             | Composição, produção       |
| "Bathtub Moments"                 | 2018 | Molly Hammar  | Sex - EP             | Composição, produção       |
| "One Night"                       | 2018 | Molly Hammar  | Sex - EP             | Composição, produção       |
| "Blossom (Stripped Down Version)" | 2018 | Molly Hammar  | Sex - EP             | Produção                   |
| "Mer av deg"                      | 2018 | EMIR          | Mer av deg           | Composição, produção       |
| "Gal For Meg"                     | 2018 | Philip Emilio | Não incluso em álbum | Composição, produção       |
| "Feel Something"                  | 2020 | Galantis      | Church               | Co-composição, co-produção |

### Remixes
| Canção                                               | Ano  | Artista                                        | Álbum                                                      |
| ---------------------------------------------------- | ---- | ---------------------------------------------- | ---------------------------------------------------------- |
| "Never Felt So Fly (Lucas Nord Epic Breakdown Mix)"  | 2006 | Rasmus Faber com participação de Melo          | Never Felt So Fly (Anniversary Edition)                    |
| "Never Felt So Fly (Lucas Nord Stockholm Kids Edit)" | 2006 | Rasmus Faber com participação de Melo          | Never Felt So Fly (Anniversary Edition)                    |
| "Urban Photography (Lucas Nord Remix)"               | 2011 | Urban Cone                                     | Não incluso em álbum                                       |
| "Good Times Come Back (Lucas Nord Remix)"            | 2011 | Rasmus Faber com participação de Beldina       | Good Times Come Back, Pt. 2 (feat. Beldina) [Remixes]      |
| "Cerahtonia (Lucas Nord Remix)"                      | 2011 | Fibes, Oh Fibes! com participação de Icona Pop | Fierce Angel Presents Fierce Disco VI (DJ Edition Unmixed) |
| "12 Dage (Lucas Nord Remix)"                         | 2012 | Medina                                         | Não incluso em álbum                                       |
| "Euphoria (Lucas Nord Remix)"                        | 2012 | Loreen                                         | Euphoria (Lucas Nord Remix)                                |
| "Crying Out Your Name (Lucas Nord Remix Radio Edit)" | 2012 | Loreen                                         | Crying Out Your Name - The Remixes                         |
| "Burning (Lucas Nord Remix)"                         | 2012 | Adrian Lux com participação de Dante           | Burning                                                    |
| "Arlanda (Lucas Nord Remix)"                         | 2014 | Niello                                         | Arlanda Remix (EP)                                         |
| "Hideaway (Lucas Nord Remix)"                        | 2015 | Rasmus Faber com participação de Frida Sundemo | Rasmus Faber Presents Evolution, Vol. 2                    |
| "Timebomb (Lucas Nord Remix)"                        | 2015 | Tove Lo                                        | Timebomb (Remixes)                                         |
| "Last to Know (Lucas Nord Remix)"                    | 2016 | Melo                                           | Last To Know (The Remixes) - EP                            |
| "Dollar Bill (Lucas Nord Remix)"                     | 2016 | Phoebe Rayan com participação de Kid Ink       | Dollar Bill (Lucas Nord Remix)                             |
| "Welcome to Your Life (Lucas Nord Remix)"            | 2016 | Grouplove                                      | Welcome To Your Life Remix EP                              |
| "Over It (Lucas Nord Remix)"                         | 2019 | Felix Cartal                                   | Over It - Remixes                                          |
| "Hallelujah (Lucas Nord Remix)"                      | 2020 | Brother Leo                                    | Não incluso em álbum                                       |

## Prêmios e indicações
| Ano  | Prêmio          | Categoria                | Indicação           | Resultado | Ref.  |
| ---- | --------------- | ------------------------ | ------------------- | --------- | ----- |
| 2018 | Spellemannprise | Gravação do Ano de Urban | "Mer av deg" - EMIR | Venceu    | [ 3 ] |